# ウロン酸デヒドロゲナーゼ
ウロン酸デヒドロゲナーゼ（uronate dehydrogenase）は、次の化学反応を触媒する酸化還元酵素である。
すなわち、この酵素の基質はD-ガラクツロン酸とNAD+と水、生成物はD-ガラクタル酸とNADHとH+である。
組織名はuronate:NAD+ 1-oxidoreductaseで、別名にuronate: NAD-oxidoreductase, uronic acid dehydrogenaseがある。